# Třída Swordfish
Třída Swordfish byla třída torpédoborců Britského královského námořnictva. Celkem byly postaveny dvě jednotky této třídy. Ve službě byly v letech 1896–1912.
Třída Swordfish představovala jednu ze sedmnácti podtříd raných britských torpédoborců od různých výrobců, které jsou souhrnně označovány jako třída A. Torpédoborce třídy A neměly jednotný design, ale důraz byl u nich kladen na jednotnou rychlost (u prvních tří podtříd 26 uzlů a u zbývajících čtrnácti podtříd 27 uzlů). Třída Swordfish patřila do druhé skupiny označované jako „27-knotters“.

## Stavba
Britská loděnice Armstrong Whitworth v Elswicku postavila celkem dvě jednotky této třídy. Na vodu byly spuštěny roku 1895 a do služby přijaty roku 1896.
Jednotky třídy Swordfish:
| Jméno         | Založení kýlu  | Spuštěn         | Vstup do služby | Osud                  |
| ------------- | -------------- | --------------- | --------------- | --------------------- |
| HMS Swordfish | 4. června 1894 | 27. března 1894 | prosinec 1896   | Prodán do šrotu 1910. |
| HMS Spitfire  | 4. června 1894 | 7. června 1894  | listopad 1896   | Prodán do šrotu 1912. |

## Konstrukce
Výzbroj představoval jeden 76mm kanón, pět 57mm kanónů a dva jednohlavňové 457mm torpédomety se zásobou čtyř torpéd. Pohonný systém tvořilo osm kotlů Yarrow a dva čtyřválcové parní stroje s trojnásobnou expanzí o výkonu 4500 hp, roztáčející dva lodní šrouby. Spaliny odváděly tři komíny. Nejvyšší rychlost dosahovala 27 uzlů. Dosah byl 3000 námořních mil při rychlosti deset uzlů.